# Youngblood (album 5 Seconds of Summer)
Youngblood – trzeci album studyjny australijskiego zespołu pop-rockowego 5 Seconds of Summer, wydany 15 czerwca 2018 roku nakładem wytwórni Capitol Records. W celu promocji wydawnictwa odbyła się trasa koncertowa Meet You There Tour obejmująca 53 występy na całym świecie.
Album zadebiutował na pierwszym miejscu w Australii, stając się trzecim numerem jeden zespołu w swoim kraju. Dzięki łącznej sprzedaży 142 000 egzemplarzy w ciągu pierwszego tygodnia od premiery, krążek uplasował się na pierwszym miejscu notowania Billboard 200, powtarzając tym samym sukces dwóch poprzednich albumów. 5 Seconds of Summer jest pierwszym australijskim artystą, którego trzy albumy osiągnęły szczyt notowań w Stanach Zjednoczonych. W Polsce krążek dotarł do 9 pozycji w notowaniu OLiS.

## Lista utworów
| Nr  | Tytuł utworu            | Autorzy | Produkcja                        | Długość |
| --- | ----------------------- | --- | -------------------------------- | ------- |
| 1.  | „Youngblood”            | Calum Hood, Luke Hemmings, Ashton Irwin, Louis Bell, Andrew Wotman, Alexandra Tamposi                             | Watt, Bell                       | 3:23    |
| 2.  | „Want You Back”         | Calum Hood, Luke Hemmings, Ashton Irwin, Jacob Kasher Hindlin, Andrew Goldstein, Asia Whiteacre, Steve McCutcheon | Andrew Wells, Goldstein          | 2:53    |
| 3.  | „Lie to Me”             | Calum Hood, Luke Hemmings, Ashton Irwin, Wotman, Tamposi                                                          | Watt                             | 2:30    |
| 4.  | „Valentine”             | Calum Hood, Luke Hemmings, Ashton Irwin, Michael Elizondo, Justin Tranter                                         | Mike Elizondo                    | 3:16    |
| 5.  | „Talk Fast”             | Calum Hood, Luke Hemmings, Michael Clifford, Rami Yacoub, Carl Falk, Tranter                                      | Falk, Yacoub                     | 3:07    |
| 6.  | „Moving Along”          | Calum Hood, Ashton Irwin, Julia Michaels, Nolan Lambroza, Tranter                                                 | Falk, Yacoub                     | 3:17    |
| 7.  | „If Walls Could Talk”   | Luke Hemmings, Michael Clifford, Wotman, Stefan Johnson, Jordan Johnson, Marcus Lomax, Tamposi                    | Sir Nolan                        | 3:02    |
| 8.  | „Better Man”            | Luke Hemmings, Ashton Irwin, Yacoub, Falk, Wayne Hector, Kristoffer Fogelmark, Albin Nedler                       | Watt, The Monsters and Strangerz | 3:09    |
| 9.  | „More”                  | Luke Hemmings, Ashton Irwin, Yacoub, Falk, Wayne Hector, Kristoffer Fogelmark, Albin Nedler                       | Falk, Yacoub, Fogelmark, Nedler  | 3:14    |
| 10. | „Why Won't You Love Me” | Luke Hemmings, Ashton Irwin, Jake Sinclair, Rivers Cuomo                                                          | Sinclair                         | 3:20    |
| 11. | „Woke Up in Japan”      | Luke Hemmings, Ashton Irwin, Sinclair, Nicholas Ruth, Kevin Fisher, John Theodore Geiger II, Janelle Dolrayne     | Sinclair                         | 2:37    |
| 12. | „Empty Wallets”         | Calum Hood, Luke Hemmings, Ashton Irwin, Michael Clifford, Yacoub, Falk, Tranter                                  | Falk, Yacoub                     | 3:07    |
| 13. | „Ghost of You”          | Luke Hemmings, Ashton Irwin, Goldstein, Daniel Book, Mitchell Collins                                             | Goldstein, Book                  | 3:17    |
|     |                         | |                                  | 40:12   |

## Notowania i certyfikaty
| Lista przebojów (2018)              | Najwyższa pozycja |
| ----------------------------------- | ----------------- |
| Australia (ARIA Charts)             | 1                 |
| Austria (Ö3 Austria Top 40)         | 5                 |
| Belgia (Ultratop Flandria)          | 3                 |
| Belgia (Ultratop Walonia)           | 14                |
| Czechy (ČNS IFPI)                   | 18                |
| Dania (Album Top-40)                | 7                 |
| Finlandia (Suomen virallinen lista) | 8                 |
| Francja (SNEP)                      | 43                |
| Hiszpania (PROMUSICAE)              | 2                 |
| Holandia (MegaCharts)               | 2                 |
| Irlandia (IRMA)                     | 3                 |
| Japonia (Oricon)                    | 37                |
| Kanada (Billboard Canadian Albums)  | 3                 |
| Niemcy (Media Control Charts)       | 6                 |
| Norwegia (VG-Lista)                 | 6                 |
| Nowa Zelandia (Recorded Music NZ)   | 2                 |
| Polska (OLiS)                       | 9                 |
| Portugalia (AFP)                    | 6                 |
| Stany Zjednoczone (Billboard 200)   | 1                 |
| Szwajcaria (Alben Top 100)          | 8                 |
| Szwecja (Sverigetopplistan)         | 15                |
| Węgry (MAHASZ)                      | 32                |
| Wielka Brytania (OCC)               | 3                 |
| Włochy (FIMI)                       | 5                 |

| Kraj                     | Certyfikat      | Sprzedaż   |
| ------------------------ | --------------- | ---------- |
| Australia (ARIA)         | złota płyta     | 35 000+    |
| Dania (IFPI Denmark)     | platynowa płyta | 20 000+    |
| Kanada (Music Canada)    | platynowa płyta | 80 000+    |
| Polska (ZPAV)            | platynowa płyta | 20 000+    |
| Singapur (RIAS)          | platynowa płyta | 10 000+    |
| Stany Zjednoczone (RIAA) | platynowa płyta | 1 000 000+ |
| Szwecja (GLF)            | złota płyta     | 15 000+    |
| Wielka Brytania (BPI)    | złota płyta     | 100 000+   |
| Włochy (FIMI)            | złota płyta     | 25 000+    |